# Thermphos Challenger Zeeland 2013
Il Thermphos Challenger Zeeland 2013 è stato un torneo di tennis facente parte della categoria ITF Women's Circuit nell'ambito dell'ITF Women's Circuit 2013. Il torneo si è giocato a Middelburg in Paesi Bassi dall'1 al 7 luglio 2013 su campi in terra rossa e aveva un montepremi di $25,000.

## Vincitrici

### Singolare
Irena Pavlović ha battuto in finale  Angelique van der Meet con il punteggio di 6–3, 6–4

### Doppio
Veronika Kapšaj /  Ksenia Palkina hanno battuto in finale  Fatma Al-Nabhani /  Sviatlana Pirazhenka 6–3, 6–3